# Lithostege mesoleucata
Lithostege mesoleucata är en fjärilsart som beskrevs av Rudolf Püngeler 1914. Lithostege mesoleucata ingår i släktet Lithostege och familjen mätare. Inga underarter finns listade i Catalogue of Life.